# Franz Stock

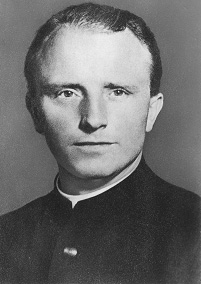
Don Franz Stock

Franz Stock (en español: Francisco Stock) fue un sacerdote católico conocido por ayudar a los prisioneros franceses en la represión nazi en París. Nació el 21 de septiembre de 1904 en Neheim-Hüsten, Renania del Norte-Westfalia y murió el 24 de febrero de 1948 en París.

## Trayectoria
Nacido en una familia de clase trabajadora, estudió filosofía y teología en Paderborn. En 1926 participó en el Congreso democrático internacional por la Paz, en un contexto de belicismo y de ascenso de los regímenes autoritarios. En 1932 fue ordenado sacerdote.
En 1934 es nombrado rector de la misión católica alemana en París, pero con el estallido de la Segunda Guerra Mundial debe volver a Alemania.
Después de la ocupación alemana de Francia regresa a París. Preocupado por la represión nazi, comenzó a visitar las cárceles de Fresnes, La Santé y Cherche Midi. Se le encomienda la misión de atender a los condenados a muerte por lo que es de los pocos que no están integrados en el aparato militar nazi que se mueve con cierta libertad en las cárceles donde se congregaban los represaliados por la ocupación. Comienzan así una labor de asistencia clandestina a los presos y de puesta en contacto con sus familiares y amigos arriesgando su propia vida; filtra información, incluso memorizando mensajes, que impiden nuevos actos de represión y evita nuevas detenciones y torturas. Prepara los testimonios en los juicios que consiguen atenuar las penas. 
Cuando las fuerzas estadounidenses liberan París en 1944, es detenido en el hospital de la Pieté y hecho prisionero de guerra. De esta forma, comienza un labor de atención a los prisioneros alemanes. Llega a organizar un seminario en el campo de prisioneros cerca de Orleans.
En 1947 es nombrado doctor honoris causa por la Universidad de Friburgo. Muere de improviso en 1948. Debido a que, técnicamente, aún era un prisionero de guerra, su muerte pasó desapercibida. El oficiante de su funeral fue el Nuncio en París, Angelo Roncalli, más tarde Papa Juan XXIII. Solo unas 12 personas acompañaron su cuerpo hasta el cementerio de Thiais en París.
El 14 de noviembre de 2009 se abrió el proceso de beatificación de Stock en la iglesia de San Juan Bautista en Arnsberg-Neheim, su lugar de nacimiento. Fue bautizado en esta iglesia y allí celebró su primera Misa. Muchos miembros de la congregación y muchos de sus antiguos compañeros participaron en el servicio. La ceremonia estuvo presidida por el actual arzobispo de Paderborn, Hans-Joseph Becker. Con este paso, Stock podría ser referido como un Siervo de Dios dentro de la Iglesia Católica.